# Stane Vidmar (telovadec)
Stane Vidmar, slovenski telovadec in industrialec, * 29. november 1891, Ljubljana, Avstro-Ogrska, † 28. julij 1957, Ljubljana, Federativna ljudska republika Jugoslavija.

## Življenje
Stane Vidmar se je rodil 29. novembra 1891 v Ljubljani. Po osnovni šoli in 4 razredih realke (1902–1906) je obiskoval 1906–1908 Mahrovo trgovsko šolo, nato je delal v očetovem dežnikarskem podjetju; obiskoval strokovne tečaje za tehnično risanje, tekstilno stroko in tuje jezike.
Leta 1914 je bil ob izbruhu prve svetovne vojne vpoklican k vojakom. Služil je kot častnik v Gradcu, v začetku 1917 pa dezertiral k zaveznikom v Italijo in se priključil Pivkovemu odredu. Kot prostovoljec se je boril na solunski fronti in po 1918 še nekaj časa ostal v vojski, v letih 1919–1920 je bil obmejni komisar na Jesenicah.
Leta 1922 je odprl tovarno športnih potrebščin in telovadnega orodja in jo 1927 prodal ter se pridružil očetovemu podjetju. Po očetovi upokojitvi 1930 je prevzel vodstvo in 1931 ustanovil še tovarno nogavic v Savljah. Tonosa (Tovarna nogavic Savlje) je bila prva jugoslovanska tovarna dežnikov in nogavic, Vidmar jo je vodil do  leta 1947, ko jo je izročil državi.
V v letih 1930–1941 je bil predsednik Zveze trgovskih združenj za Dravsko banovino, predsednik Društva industrijcev in veletrgovcev, član sveta zbornice za TOI [?], predsednik konzorcija TL [?], predsednik Gospodarske zadruge članov Društva industrijcev in veletrgovcev v Ljubljani.
Leta 1941 je sodeloval pri ustanavljanju OF, zbiral je denarna sredstva in material, veliko pa je prispeval tudi sam. 25. aprila 1942 je bil v Trstu aretiran, prepeljan v Ljubljano, po 6 tednih zapora interniran v Borgomanero v Italiji. Tam je ostal do novembra, ko so ga z bratom Cirilom prepeljali v Ljubljano in določili za talca. Marca 1943 je bil ponovno deportiran v Italijo, po njeni kapitulaciji je septembra 1943 pobegnil v Švico. Internirali so ga v taborišče Rothrist pri Oltnu.
Po osvoboditvi se je vrnil v Ljubljano in se 1946 zaposlil v tekstilnem odseku Ministrstva za industrijo oz. pri poznejši glavni direkciji tekstilne industrije. Po letu 1948 je bil zaposlen kot glavni direktor tekstilne industrije pri zastopstvu podjetja Commerce. Umrl je 28. julija 1957 v Ljubljani.

## Delovanje pri Sokolu
Kot dijak je telovadil pri Sokolu, dosegal vidne uspehe kot član slovenske društvene tekmovalne vrste. Leta  1909 je tekmoval kot član Slovenske sokolske zveze na mednarodnem prvenstvu Feder. Intern. Gymn. (FIG) v Luksemburgu. Leta 1911 sodeloval kot član slovenske sekcije na tekmah v Torinu (dosegli 4. mesto), kot posameznik je tekmoval na mednarodnem prvenstvu v Parizu (5. mesto), največji uspeh pa dosegel v Pragi 1912, kjer je na tekmi za slovansko prvenstvo zmagal v ostri konkurenci in postal slovanski sokolski prvak v orodni telovadbi. Bil je še član jugoslovanske telovadne reprezentance na tekmovanju za mednarodno prvenstvo v Ljubljani.
Pozneje se je osredotočil na vzgojo in bil mednarodni telovadni sodnik. Vidmar spada med tiste telovadce, ki so dvignili slovensko in jugoslovansko orodno telovadbo na mednarodno raven.
Na ustanovnem zboru jugoslovanskega sokolstva je bil 1919 izvoljen za prvega načelnika Sokolske zveze Srbov, Hrvatov in Slovencev. To funkcijo je opravljal do leta 1921.
V uporu proti vodstvu v društvu Sokol Ilirija, v katerem so telovadci terjali demokratične pravice, je v disciplinskem procesu branil obtožene člane vendar pa skupini kasneje, ko se je opredelila za levo krilo slov. sokolstva, ni sledil. Tudi po drugi svetovni vojni se je posvečal telesnovzgojnemu delu, deloval v Telovadni zvezi Slovenije (kasneje Partizan), bil sodnik na tekmah in leta 1948 tri mesece trener jugoslovanske reprezentance za olimpijske igre v Londonu.
Vidmar je pisal tudi razne članke o gospodarstvu, zlasti o svojem podjetju, ter o telovadnih vajah. Leta 1930 je uredil sokolski koledar. Skomponiral je več telovadnih skladb in bil slikar samouk.